# Opération Allies Refuge
Guerre d'Afghanistan
L'opération Allies Refuge est une opération militaire organisée par les États-Unis en Afghanistan, visant à transporter par avion des civils afghans sélectionnés « à risque », en particulier des traducteurs, des employés de l'ambassade des États-Unis et d'autres demandeurs potentiels de visa d'immigrant spécial (SIV), d'Afghanistan. Le personnel américain a également aidé l'OTAN et ses alliés régionaux dans leurs efforts d’évacuation respectifs à l'aéroport international de Kaboul.

## Contexte
À la suite du retrait des troupes américaines d'Afghanistan à partir du début de 2020, les Talibans ont lancé une offensive contre le gouvernement afghan qui a conduit à la prise de Kaboul le 15 août 2021.
De très nombreux Afghans ayant travaillé avec les nations occidentales engagées dans ce pays depuis 2001 et les ressortissants de ces derniers tentent de quitter leur pays par crainte des représailles.

## Conséquences
Environ 150 avions-cargos de l'USAF sont impliqués.
La flotte aérienne de la réserve civile, Civil Reserve Air Fleet, est activé le 23 août. 18 avions de ligne doivent amener les réfugiés depuis des bases aériennes au Qatar, à Bahreïn et aux Émirats arabes unis vers l'Europe (Allemagne, Espagne, Italie, etc.) puis finalement vers les États-Unis
, a l'aéroport international de Washington-Dulles en Virginie
et l'aéroport international de Philadelphie en Pennsylvanie.
Les attentats de l'aéroport de Kaboul ont endeuillé l'opération avec plus d'une centaine d'Afghans et 13 militaires américains tués.
Le pont aérien se termine le 30 août 2021 et a évacué plus de 122 000 personnes dont 5 400 civils américains en 17 jours. Il reste encore plusieurs centaines de citoyens américains dans ce pays.
Le département de la Défense a ouvert des sites d'accueil de réfugiés afghans sur les sept emprises militaires suivantes :
- Fort Bliss, au Texas ;
- Fort McCoy, dans le Wisconsin ;
- Joint Base McGuire-Dix-Lakehurst, dans le New Jersey ;
- Holloman Air Force Base, Nouveau-Mexique ;
- Fort Lee ;
- Marine Corps Base Quantico ;
- Fort Pickett, en Virginie.

50 000 Afghans sont attendus sur ces sites mi-septembre.